# Catastrophe de Nixon Nitration Works

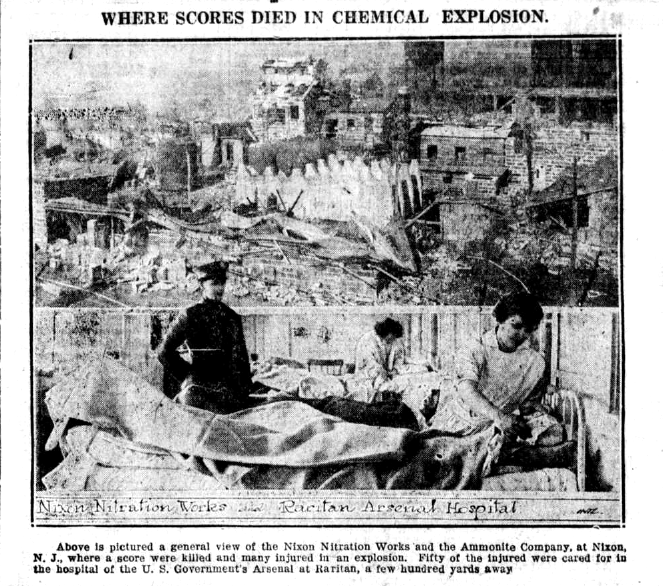
L'explosion vue dans un journal.

La catastrophe de Nixon Nitration Works s'est produite en 1924 à Edison dans l'État du New Jersey (États-Unis), provoquant la mort de vingt personnes et la destruction de quarante bâtiments, et rasant la  « minuscule cité industrielle de Nixon (New Jersey) » (zone actuellement comprise dans le territoire d'Edison).
Elle commença le matin du samedi 1er mars 1924, lorsqu'une explosion détruisit un bâtiment dans lequel on fabriquait du nitrate d'ammonium.
Cette explosion de 11 h 15 déclencha des incendies dans les constructions voisines situées dans le site de Nixon Nitration Works qui contenaient d'autres matières hautement inflammables.

## Cadre général
Les installations de Nixon Nitration Works, qui comprenaient de nombreuses usines, couvraient une surface d'environ 32 km2 sur les rives du Raritan, près de New Brunswick, dans un secteur appelé officiellement « Raritan Township » (modifié ultérieurement en Edison) et connu informellement sous le nom de Nixon (New Jersey).
Elles furent créées en 1915 par Lewis Nixon, architecte naval et industriel, dans le but d'approvisionner, dès le début de la Première Guerre mondiale, certaines nations belligérantes en Europe, en poudre et autres matériels de guerre,. 
À la fin de la guerre, ces installations ont été converties à d'autres productions, y compris d'autres matières explosives.
L'entreprise produisait du nitrate de cellulose (connu aussi sous le nom de pyroxyline-plastique), qui fut la première matière plastique,.
Du fait de sa fabrication à partir de nitrate, cette matière est hautement inflammable. À l'usine, le nitrate de cellulose était conditionné en feuillets de 20 × 50 pouces (51 × 127 cm) qui étaient stockés dans les bâtiments voisins,.
Nixon louait à la société Ammonite Company un magasin de stockage situé à 100 mètres de ses propres bâtiments à l'intérieur du site.
Ammonite l'utilisait pour récupérer le contenu d'obus d'artillerie pour en faire des engrais agricoles.
Cette récupération intervenait après que le trinitrotoluène (plus connu sous le nom de TNT) ait été extrait des obus dans l'Arsenal de Raritan voisin par la société Columbia Storage Company, propriété d'un pionnier de l'aéronautique, Charles A. Levine.
Le bâtiment d'Ammonite contenait selon certaines sources un stock de 3 800 m3 de nitrate d'ammonium et quinze wagons-citernes, contenant chacun 340 000 l de nitrate d'ammonium en cours de cristallisation.

## Explosion initiale
Quand le bâtiment d'Ammonite explosa, dans un rayon d'un mile environ, les fenêtres furent brisées, projetées vers l'intérieur, et dans de nombreux cas les portes furent soufflées et dégondées.
Le souffle a fait trembler Staten Island, où des bâtiments d'affaires dans les quartiers de Stapleton et de St. George ont tremblé, les fenêtres furent secouées et les portes claquées.
L'explosion fut ressentie dans le bas New York, à Brooklyn, et jusqu'à Mineola, à environ 80 km.

## Extension de la catastrophe
Dans les autres bâtiments du site, les débris enflammés projetés par l'explosion du bâtiment Ammonite ont rapidement mis le feu aux feuillets de nitrocellulose, les transformant en un énorme chalumeau de flammes bleues et alimentant un incendie de plus en plus grand.
Les flammes ont commencé à consumer d'autres constructions, dont les bureaux de Nitration Works.
Six heures après l'explosion, les flammes brûlaient encore sur une surface d'environ 3 km2.
Par la suite, une catastrophe encore plus grande a été évitée. Alors que la nuit tombait, les vents ont brusquement tourné et ont commencé à attiser les flammes en direction de wagons de marchandises sur des voies de garage et de l'Arsenal de Raritan (séparé du site par une simple clôture).
Dans l'arsenal se trouvaient stockés 500 000 obus hautement explosifs.
Grâce aux efforts des pompiers épuisés, le feu n'a pas atteint l'arsenal.  
Bien que quatre des magasins remplis d'explosifs de l'arsenal aient été abattus par l'explosion et que les toits de deux autres magasins aient été soufflés, les magasins n'ont pas explosé.

## Pertes humaines
Deux jours après l'explosion, les journaux ont rapporté que dix-huit personnes avaient été tuées, deux étaient disparues (et présumés mortes), et quinze autres étaient hospitalisées.
Le souffle blessa une centaine de personnes.
Parmi les morts figuraient l'épouse et trois enfants d'un employé de l'usine qui résidaient tout près du site, un sténographe travaillant dans l'usine, ainsi que treize ouvriers qui étaient en train de réparer le toit du bâtiment soufflé par l'explosion.

## Enquêtes
Le procureur du comté de Middlesex (New Jersey), John E. Toolan, a ouvert une enquête deux jours après l'explosion,.
Parmi les personnes citées à comparaître dans le cadre de l'enquête figuraient Lewis Nixon, son fils, Stanhope Wood Nixon, et R. Norris Shreve, alors président de la société Ammonite.
Le Secrétaire à la Guerre, John Wingate Weeks, ordonna également une enquête, dans le but plus limité de déterminer si l'arsenal de Raritan était d'une manière ou d'une autre responsable de l'explosion.
Certains ont émis l'hypothèse que l'explosion a été déclenchée par de petites quantités de TNT restées dans le nitrate d'ammonium dans les installations d'Ammonite après le retrait de ce nitrate des obus,.
Lewis Nixon adopta cette explication.
Ammonite contesta cette hypothèse, assurant que la teneur moyenne en TNT du nitrate d'ammonium récupéré s'élevait à seulement deux pour mille.
Cependant, au cours d'un interrogatoire, Shreve a reconnu que cela aurait pu entraîner un flux régulier d'environ 55 kg de TNT filtrant chaque jour dans le nitrate d'ammonium, et qu'il y aurait pu avoir « quelques pour cent » de TNT dans les réservoirs de nitrate d'ammonium présents sur le site.
Le major A.S. Casand, commandant de l'arsenal, contesta également l'incrimination de ce TNT résiduel, et pensait que l'explosion était liée aux conditions d'exploitation de l'usine.

## Suites
Au lendemain de l'explosion, les autorités, aux niveaux fédéral, étatique, et local, examinèrent la question de savoir si les usines manipulant des substances explosives devaient être bannies du comté de Middlesex,.
Un mois après la catastrophe, Ammonite poursuivit Nixon Nitration Works en justice, lui réclamant la somme de 400 000 dollars de dommages et intérêts, alléguant que l'explosion était due à la négligence de l'entreprise Nixon.
En 1928, un juge fédéral a rejeté les revendications et demandes reconventionnelles entre Ammonite et Nixon Nitration Works, laissant la société Columbia Salvage Company comme unique défendeur dans la procédure judiciaire.
En avril 1924, la société Ammonite Corporation a été inculpée de quinze chefs d'homicide involontaire et a d'abord plaidé non coupable.
L'année suivante, Ammonite plaida coupable en réponse à des accusations découlant de l'explosion et a été condamnée à une amende de 9 000 $ (soit 600 $ pour chacun des 15 employés tués dans l'explosion).
En mai 1924, la société Nixon Nitration Works fut condamnée à payer  12 000 $ à la veuve d'une victime qui travaillait pour cette entreprise.
La société Ammonite a été dissoute en 1926, pour des raisons attribuées à l'explosion.
Le propriétaire d'Ammonite, R. Norris Shreve, qui était déjà un ingénieur chimiste et industriel reconnu, s'est reconverti dans l'enseignement supérieur à l'université Purdue, où il devint un érudit, auteur et professeur très respecté.
À Purdue, une résidence universitaire a reçu le nom de Schreve Hall en hommage à M. et Mme Shreve.
Charles A. Levine a gagné une fortune grâce aux contrats passés par ses sociétés avec le gouvernement fédéral pour la récupération des obus.
En 1927, il finança un projet pour être le premier homme à voler de New York à Paris, pour finalement voir Charles Lindbergh arriver le premier à Paris tandis que l'avion de Levine était cloué au sol par un ordre restrictif obtenu par le navigateur qu'il avait employé.
Levine obtint la levée de l'injonction, libérant l'avion, et devint, deux semaines après le vol de Lindbergh, le premier passager aérien transcontinental, rejoignant l'Allemagne en avion depuis New York.
Pendant ce temps, le gouvernement fédéral poursuivait en justice les sociétés de Levine, en leur réclamant le remboursement des frais de sauvetage.
Il s'ensuivit des poursuites et de nombreux procès contre Levine et ses sociétés, y compris des poursuites pour contrefaçon de pièces de monnaie françaises, pour conspiration et contrebande de poudre de tungstène provenant du Canada, et pour l'introduction clandestine aux États-Unis, depuis le Mexique, d'un réfugié étranger provenant d'un camp de concentration allemand  .
Nixon Nitration Works fut réhabilitée sur le site, et reprit l'activité de production de nitrocellulose. Lewis Nixon est mort le 23 septembre 1940.
Son fils, Stanhope Nixon, qui assumait la direction de l'entreprise, n'avait pas toutes les qualités de son père, et beaucoup de défauts.
Après la Seconde Guerre mondiale, l'industrie des matières plastiques évolua, passant des produits à base de nitrates aux produits à base d'acétate, et l'entreprise manqua cette transition.
En 1951, comme la société déclinait, elle donna 190 000 m2 de terrains ainsi qu'une digue à la ville de New Brunswick.
Le site des usines est de nos jours occupé par le collège du comté de Middlesex et le parc industriel de Raritan Center.
En 1954, les citoyens de la municipalité de Raritan du comté de Middlesex ont été appelés à renommer leur communauté par référendum. Ils ont choisi le nom d'Edison plutôt que celui de Nixon. Cependant le nom de Nixon est encore usité par le bureau de poste local et par le district postal.